# Роберцин
Роберцин (пол. Robercin) — село в Польщі, у гміні Пясечно Пясечинського повіту Мазовецького воєводства.
Населення — 270 осіб (2011).
У 1975-1998 роках село належало до Варшавського воєводства.

## Демографія
Демографічна структура станом на 31 березня 2011 року:
|          | Загалом | Допрацездатний вік | Працездатний вік | Постпрацездатний вік |
| -------- | ------- | ------------------ | ---------------- | -------------------- |
| Чоловіки | 91      | 25                 | 57               | 9                    |
| Жінки    | 179     | 20                 | 110              | 49                   |
| Разом    | 270     | 45                 | 167              | 58                   |